# Salzburger Festspiele und Theater Kinderchor
Der Salzburger Festspiele und Theater Kinderchor besteht seit Oktober 2010, als die Kinderchöre der Salzburger Festspiele und des Salzburger Landestheaters fusioniert wurden. Chorleiter ist Wolfgang Götz.

## Aufgaben und Ziele
Der Chor ist in große Konzert- und Opernproduktionen der Festspiele und des Landestheaters eingebunden und bietet Kindern und Jugendlichen neben Auftrittsmöglichkeiten auch eine fundierte ganzjährige stimmliche und musikalische Ausbildung. In verschiedenen Vorchorgruppen werden die jüngeren Kinder altersgerecht in den Gesang eingeführt. Der Kinderchor umfasst derzeit ca. 200 junge Sängerinnen und Sänger im Alter von 6 bis 16 Jahren aus Österreich und Deutschland, aus denen jeweils Chorgruppen für die einzelnen Projekte zusammengestellt werden.
Neben eigenen Konzerten ist der Chor im Rahmen der Festspiele mit den Wiener und den Berliner Philharmonikern, sowie dem Israel Philharmonic Orchestra aufgetreten und hat unter Leitung von Bertrand de Billy, Zubin Mehta, Riccardo Muti, Simon Rattle, Esa-Pekka Salonen und Christian Thielemann gesungen. 2013 war der Chor in Mahlers Dritter und Achter Symphonie mit dem Simón Bolívar Symphony Orchestra of Venezuela unter Gustavo Dudamel, weiters in Brittens War Requiem unter Antonio Pappano und in einer konzertanten Aufführung von Braunfels’ Oper Jeanne d’Arc unter Manfred Honeck in der Felsenreitschule. 2014 wurde der Chor in Monteverdis Marienvesper unter John Eliot Gardiner im Salzburger Dom eingesetzt.
Auf der Opernbühne wirkte der Chor bei den Salzburger Festspielen u. a. in Die Frau ohne Schatten, Macbeth, Carmen, La Bohème und Das Labyrinth – Der Zauberflöte zweyter Theil mit. Am Salzburger Landestheater feierte er im Mai 2014 in einer Theaterfassung der Kinder des Monsieur Mathieu einen großen Erfolg. Bei den Festspielen 2014 war der Chor im Rosenkavalier unter Franz Welser-Möst zu erleben.
Stimmbildnerin des Chores ist Regina Sgier.

## Weblink
- Salzburger Festspiele, Beschreibung des Ensembles